# 基斯山度·雲貝基
基斯山度·雲貝基（Crescendo van Berkel，1992年4月6日—），生於荷蘭海牙，荷蘭足球運動員，司職中堅。

## 球員生涯
雲貝基生於荷蘭海牙，來自家鄉球會奇克海牙的青年系統，並於2012年在鹿特丹斯巴達時職業生涯首度亮相，直到2014年被荷乙球會洛達收購。他與洛達的合同到期後，於2015年夏天加盟荷乙球會泰斯達。 
在2017年夏天，雲貝基與挪超球會辛迪夫佐特簽約，並在2018年5月離隊前為球會上陣9場。在2018年7月9日，雲貝基與港超聯球會理文簽約。2019年3月理文簽入中華台北隊後衞陳庭揚，為讓出外援位置註冊陳庭揚，雲貝基因受傷回國養傷為由取消註冊。

## 外部連結
- Voetbal International profile（页面存档备份，存于） （荷兰文）